# Воронежское-2
Воро́нежское-2 (Воро́неж-2) — село в Хабаровском районе Хабаровского края. Входит в Мичуринское сельское поселение.

## География
Село Воронежское-2 стоит на правом берегу реки Амур, у подножия Воронежских высот (невысокий горный массив севернее Хабаровска), ниже села Воронежское-1.
Дорога к селу Воронежское-2 идёт на северо-запад от автодороги краевого значения «Автобусная остановка „Полярная“ — Нагорное — Мичуринское». Расстояние от «Полярной» до села Воронежское-2 около 2,5 км.
На правом берегу Амура ниже села Воронежское-2 стоит село Воронежское-3.

## Население
| 1992 | 2002 | 2010 | 2011 | 2012 | 2021 |
| ---- | ---- | ---- | ---- | ---- | ---- |
| 220  | ↗223 | ↘182 | ↗183 | ↗190 | ↗249 |

## Инфраструктура
- Сельскохозяйственные предприятия Хабаровского района.
- В окрестностях села Воронежское-2 находятся дачные и коттеджные участки хабаровчан.
- В лесопарковой зоне на Воронежских высотах в окрестностях села Воронежское-2 расположены летние детские оздоровительные лагеря, спортивные и туристические базы.
- От хабаровского автовокзала по автодороге «Нагорное — Мичуринское» ходит пригородный автобус маршрута № 114.